# Ліно Темпельманн
Ліно Темпельманн (нім. Lino Tempelmann, нар. 2 лютого 1999, Мюнхен, Німеччина) — німецький футболіст, півзахисник клубу «Фрайбург».
На правах оренди грає у клубі «Нюрнберг».

## Ігрова кар'єра

### Клубна
Ліно Темпельманн народився у Мюнхені займатися футболом почав в академії клубу «Баварія». Далі він продовжив займатися і грати у футбол у молодіжній команді клубу «Унтергахінг».
На дорослому рівні футболіст дебютував у клубі «Мюнхен 1860», який на той момент виступав у Регіональній лізі. Провівши в команді шість матчі, перед початком сезону 2017/18 Темпельманн приєднався до клубу Бундесліги. Починав виступати за другий склад команди, а першу гру в основі провів у жовтні 2019 року.
Не маючи постійного місця в основі «Фрайбурга» Темпельманн влітку 2021 року на правах оренди відправився у клуб Другої Бундесліги «Нюрнберг».

### Збірна
У 2019 році Ліно Темпельманн провів три гри у складі юнацької збірної Німеччини (U-20).